# Flyglobespan
Pour les articles homonymes, voir GSM.
Flyglobespan (code AITA : Y2 ; code OACI : GSM) était une compagnie aérienne à bas prix écossaise.
Située à Édimbourg en Écosse, elle programmait des vols à partir de Glasgow et d'Édimbourg vers 24 destinations en Europe, en Amérique du Nord et en Afrique. Ces principales bases étaient l'aéroport international de Glasgow et l'aéroport d'Édimbourg, avec des bases secondaires dans d'autres aéroports d'Écosse et aussi d'Angleterre. Le slogan de la compagnie est « Scotland's low fares airline ».
Globespan Airways Limited commerce sous le nom de Flyglobespan qui détient le United Kingdom Civil Aviation Authority (Autorisation de l'Aviation civile Britannique) catégorie A de licence de vol permettant de transporter des passagers, des chargements et du courrier sur un appareil de plus de 20 places.
La compagnie aérienne a cessé ses opérations le 17 décembre 2009 à la suite de la faillite de sa maison mère.

## Historique
Flyglobespan (nom commercial pour Globespan Airways Limited) a été fondée en novembre 2002 par le groupe Globespan (siège social : Colinton House, 10 West Mill Road, Colinton, Edinburgh EH13 0NX (Royaume-Uni). Le fonctionnement de la compagnie a commencé en avril 2003 avec l'utilisation de deux Boeing 737-300 fournis par Channel Express à partir de l'aéroport international de Glasgow et l'aéroport d'Édimbourg vers cinq destinations en Espagne, en France et en Italie.

## Destinations
Flyglobespan desservait 24 destinations en Afrique, en Amérique du Nord et en Europe.

## Flotte

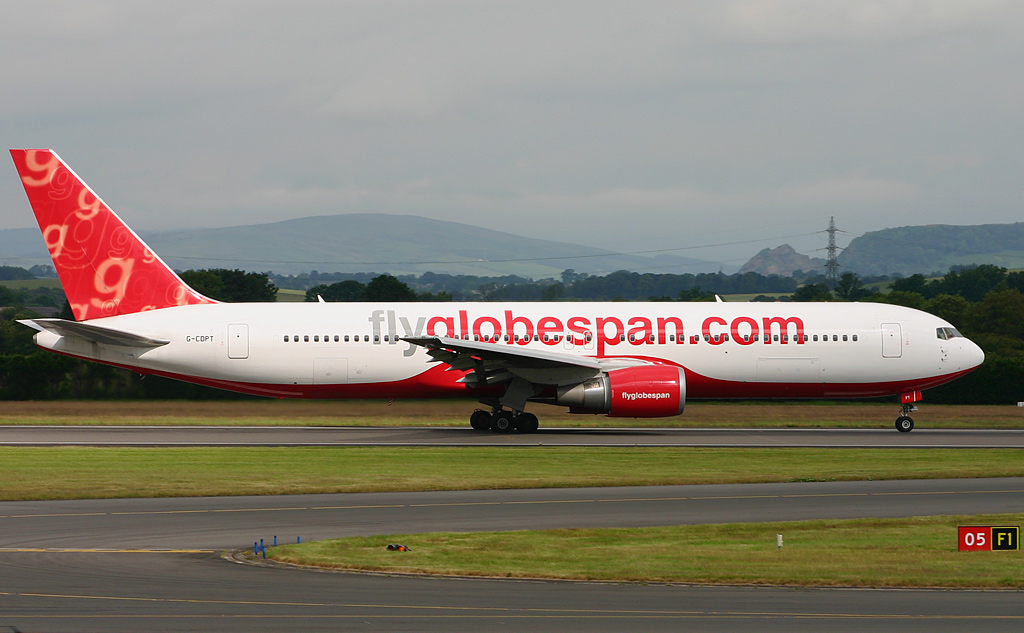
Boeing 767

Le 16 décembre 2009, Flyglobespan exploitait 9 avions.
Commandes d'appareils
Flyglobespan avait annoncé en août 2006 qu'elle louerait deux Boeing 787-8 sur dix ans, livrables en mars et novembre 2010.